# KGR Katelijne
Koninklijk Groen Rood Katelijne is een Belgische voetbalclub uit Sint-Katelijne-Waver. De club is aangesloten bij de KBVB met stamnummer 3019 en heeft groen en rood als kleuren. De huidige club ontstond in 2005 uit de fusie van KSV Pasbrug en FC Nieuwendijk. De club speelt al heel zijn bestaan in de provinciale reeksen.

## Geschiedenis
In Pasbrug, een gehucht op de grens met Mechelen in het zuiden van de gemeente, sloot in 1941 voetbalclub KSV Pasbrug aan bij de Belgische Voetbalbond, en kreeg stamnummer 3019 toegekend. Pasbrug bleef in de provinciale reeksen spelen.
In 2005 fuseerde Pasbrug met het nabijgelegen FC Nieuwendijk, aangesloten bij de KBVB met stamnummer 4791. De fusieclub werd Groen Rood Katelijne genoemd, en speelde verder met stamnummer 3019 van Pasbrug. Stamnummer 4791 werd geschrapt.
Vanwege deze fusie heeft de club de beschikking over twee terreinen: het Doms Stadion van FC Nieuwendijk en de De Souter-terreinen van KSV Pasbrug. Het eerste elftal speelt in het Doms Stadion, de reserves en de jeugd werken hun wedstrijden af op De Souter.
Tijdens een eindrondewedstrijd begin mei 2009 haalde de club het nieuws nadat speler Frederik Faes scoorde na een inworp. De keeper van de tegenpartij had de bal buitengegooid toen een speler even geblesseerd leek. De tegenploeg verwachtte de bal terug te krijgen uit fair play, maar Faes speelde alleen door en scoorde.
In 2013 promoveerde KGR Katelijne voor het eerst naar het hoogste provinciale niveau, Eerste Provinciale.
Na vijf mooie seizoenen in Eerste Provinciale waarin driemaal de promotie-eindronde werd bereikt, maar niet gewonnen, degradeerde de club op het einde van het seizoen 2017-2018 opnieuw naar Tweede Provinciale.
In de gemeente is ook voetbalclub KFC Katelijne-Waver actief.

## Resultaten
| Seizoen | Klasse | Klasse | Klasse | Klasse | Klasse | Klasse | Klasse | Klasse | Reeks            | Punten | Opmerkingen                       |
|         | I      | II     | III    | IV     | P.I    | P.II   | P.III  | P.IV   |                  |        |                                   |
| ------- | ------ | ------ | ------ | ------ | ------ | ------ | ------ | ------ | ---------------- | ------ | --------------------------------- |
| 2010/11 |        |        |        |        |        | 14     |        |        | 2e Prov. Antw.   | 32     |                                   |
| 2011/12 |        |        |        |        |        |        | 2      |        | 3e Prov. Antw.   | 61     |                                   |
| 2012/13 |        |        |        |        |        | 3      |        |        | 2e Prov. Antw.   | 56     |                                   |
| 2013/14 |        |        |        |        | 12     |        |        |        | 1e Prov. Antw.   | 38     |                                   |
| 2014/15 |        |        |        |        | 3      |        |        |        | 1e Prov. Antw.   | 49     |                                   |
| 2015/16 |        |        |        |        | 3      |        |        |        | 1e Prov. Antw.   | 57     |                                   |
| 2016/17 |        |        |        |        | 6      |        |        |        | 1e Prov. Antw.   | 44     |                                   |
| 2017/18 |        |        |        |        | 16     |        |        |        | 1e Prov. Antw.   | 14     | Degradatie                        |
| 2018/19 |        |        |        |        |        | 10     |        |        | 2e Prov. Antw. A | 35     |                                   |
| 2019/20 |        |        |        |        |        | 13     |        |        | 2e Prov. Antw. A | 31     |                                   |
| 2020/21 |        |        |        |        |        | -      |        |        | 2e Prov. Antw. A | -      | Seizoen geschrapt wegens Covid-19 |
| 2021/22 |        |        |        |        |        | 10     |        |        | 2e Prov. Antw. A | 44     |                                   |
| 2022/23 |        |        |        |        |        | 12     |        |        | 2e Prov. Antw. A | 30     |                                   |
| 2023/24 |        |        |        |        |        | 15     |        |        | 2e Prov. Antw. A | 26     | Degradatie                        |
| 2024/25 |        |        |        |        |        |        | 12     |        | 3e Prov. Antw. A | 31     |                                   |
| 2025/26 |        |        |        |        |        |        |        |        | 3e Prov. Antw. A |        |                                   |